# 오타 와타루
오타 와타루(일본어: 太田 渉, 1981년 3월 14일 ~ )는 일본의 전 축구 선수이다.

## 구단 경력
과거 방포레 고후, 에히메 FC에서 활동하였다.